# Oliv Jeker
Oliv Jeker (* 1. April 1861 in Büsserach; † 12. Oktober 1949 ebenda) war ein Schweizer Politiker (FDP).

## Leben
Oliv Jeker wurde am 1. April 1861 als Sohn des Lehrers Alexander Jeker in Büsserach geboren. Nachdem er 1879 das Lehrerpatent erhalten hatte, unterrichtete er als Primarlehrer in Aeschi. Zusätzlich liess er sich von 1886 bis 1889 am Technikum Winterthur sowie an der Universität Lausanne zum Bezirkslehrer ausbilden; er erlangte 1889 das Bezirkslehrerpatent. In der Folge fungierte er von 1889 bis 1924 als Bezirkslehrer in Breitenbach. Zudem hatte er die Position des Schulinspektors im Bezirk Thierstein inne. Auf Jekers Antrag erfolgte 1922 die Eröffnung der Bezirksschule in Nunningen. Von 1912 bis 1917 war er als gewähltes Mitglied im Erziehungsrat vertreten. Ab Beginn des 20. Jahrhunderts setzte sich Oliv Jeker für die Gründung von Industriefirmen im Schwarzbubenland ein (u. a. der Schweizerischen Isola-Werke AG) und nahm Einsitz in deren Verwaltungsräte.
Oliv Jeker, der 1892 Maria Anna, geborene Altermatt, ehelichte, verstarb am 12. Oktober 1949 im Alter von 88 Jahren in Büsserach.

## Politik
Oliv Jeker gehörte 1921 bis 1931 dem Solothurner Kantonsrat an, wo er sich als Initiant der Passwangstrasse einen Namen machte. Darüber hinaus sass er in den Jahren 1925–1931 im Nationalrat, in dem er sich für die Reform der Alkoholgesetzgebung engagierte.